# Euploea regeri
Euploea regeri är en fjärilsart som beskrevs av Charles Andreas Geyer 1837. Euploea regeri ingår i släktet Euploea och familjen praktfjärilar. Inga underarter finns listade i Catalogue of Life.